# Austrofestuca
Austrofestuca es un género de plantas herbáceas perteneciente a la familia de las poáceas. Es originario de las regiones templadas de Australia. Comprende 5 especies descritas y de estas, solo 4 aceptadas.

## Taxonomía
El género fue descrito por (Tsvel.) E.B.Alexeev y publicado en Bjulleten Moskovskogo Obačestva Ispytatelej Prirody, Otdel Biologičeskij 81(5): 55. 1976. La especie tipo es: Austrofestuca littoralis (Labill.) E.B.Alexeev
Etimología
Austrofestuca: nombre genérico compuesto de australinus (del sur) y Festuca (género de las poáceas).

## Especies aceptadas
A continuación se brinda un listado de las especies del género Austrofestuca aceptadas hasta enero de 2014, ordenadas alfabéticamente. Para cada una se indica el nombre binomial seguido del autor, abreviado según las convenciones y usos.

## Especies
- Austrofestuca eriopoda (Vickery) S.W.L. Jacobs
- Austrofestuca hookeriana (F. Muell. ex Hook. f.) S.W.L. Jacobs
- Austrofestuca littoralis (Labill.) E.B.Alexeev
- Austrofestuca pubinervis (Vickery) B.K. Simon